# Foot Ball Club Matera 1974-1975
Questa voce raccoglie le informazioni riguardanti il Foot Ball Club Matera nelle competizioni ufficiali della stagione 1974-1975.

## Rosa
| N. |                   | Ruolo | Calciatore           |
| -- | ----------------- | ----- | -------------------- |
| -  | Italia (bandiera) | P     | Vincenzo Antezza (I) |
| -  | Italia (bandiera) | P     | Adriano Casiraghi    |
| -  | Italia (bandiera) | D     | Angelo Angelino      |
| -  | Italia (bandiera) | D     | Luigi De Canio       |
| -  | Italia (bandiera) | D     | Basso Germinario     |
| -  | Italia (bandiera) | D     | Franco Mamilovich    |
| -  | Italia (bandiera) | D     | Emilio Monaldi       |
| -  | Italia (bandiera) | D     | Pietro Quinto        |
| -  | Italia (bandiera) | D     | Giuseppe Tramelli    |
| -  | Italia (bandiera) | D     | Claudio Vellani      |

| N. |                   | Ruolo | Calciatore            |
| -- | ----------------- | ----- | --------------------- |
| -  | Italia (bandiera) | C     | Giuseppe Galati       |
| -  | Italia (bandiera) | C     | Claudio Gambini       |
| -  | Italia (bandiera) | C     | Michele Mazzei        |
| -  | Italia (bandiera) | C     | Aldo Raimondi         |
| -  | Italia (bandiera) | C     | Giovanni Rota         |
| -  | Italia (bandiera) | A     | Antonio Antezza (III) |
| -  | Italia (bandiera) | A     | Giorgio Benini        |
| -  | Italia (bandiera) | A     | Orazio Bresolin       |
| -  | Italia (bandiera) | A     | Walter Chisena        |
| -  | Italia (bandiera) | A     | Gaetano Stellone      |
| -  | Italia (bandiera) | A     | Antonio Toffanin      |

## Risultati

### Campionato

#### Girone di andata
| 1ª giornata | Matera | 1 – 1 | Acireale |  |

| 2ª giornata | Messina | 4 – 1 | Matera |  |

| 3ª giornata | Matera | 1 – 2 | Benevento |  |

| 4ª giornata | Bari | 1 – 1 | Matera |  |

| 5ª giornata | Matera | 2 – 1 | Crotone |  |

| 6ª giornata | Sorrento | 0 – 0 | Matera |  |

| 7ª giornata | Matera | 2 – 1 | Frosinone |  |

| 8ª giornata | Barletta | 0 – 0 | Matera |  |

| 9ª giornata | Matera | 1 – 0 | Turris |  |

| 10ª giornata | Cynthia | 2 – 0 | Matera |  |

| 11ª giornata | Casertana | 0 – 0 | Matera |  |

| 12ª giornata | Matera | 0 – 0 | Salernitana |  |

| 13ª giornata | Catania | 3 – 1 | Matera |  |

| 14ª giornata | Matera | 0 – 1 | Lecce |  |

| 15ª giornata | Matera | 0 – 0 | Reggina |  |

| 16ª giornata | Trapani | 2 – 0 | Matera |  |

| 17ª giornata | Matera | 1 – 1 | Siracusa |  |

| 18ª giornata | Nocerina | 1 – 0 | Matera |  |

| 19ª giornata | Matera | 2 – 1 | Marsala |  |

#### Girone di ritorno
| 20ª giornata | Acireale | 2 – 1 | Matera |  |

| 21ª giornata | Matera | 0 – 0 | Messina |  |

| 22ª giornata | Benevento | 1 – 0 | Matera |  |

| 23ª giornata | Matera | 0 – 2 | Bari |  |

| 24ª giornata | Crotone | 2 – 0 | Matera |  |

| 25ª giornata | Matera | 2 – 0 | Sorrento |  |

| 26ª giornata | Frosinone | 1 – 1 | Matera |  |

| 27ª giornata | Matera | 1 – 2 | Barletta |  |

| 28ª giornata | Turris | 1 – 0 | Matera |  |

| 29ª giornata | Matera | 2 – 1 | Cynthia |  |

| 30ª giornata | Matera | 0 – 0 | Casertana |  |

| 31ª giornata | Salernitana | 0 – 0 | Matera |  |

| 32ª giornata | Matera | 1 – 2 | Catania |  |

| 33ª giornata | Lecce | 2 – 0 | Matera |  |

| 34ª giornata | Reggina | 1 – 0 | Matera |  |

| 35ª giornata | Matera | 2 – 0 | Trapani |  |

| 36ª giornata | Siracusa | 4 – 2 | Matera |  |

| 37ª giornata | Matera | 1 – 1 | Nocerina |  |

| 38ª giornata | Marsala | 1 – 0 | Matera |  |

### Coppa Italia Semiprofessionisti
|  | Bari | 2 – 1 | Matera |  |

|  | Matera | 0 – 0 | Barletta |  |

|  | Matera | 0 – 0 | Bari |  |

|  | Barletta | 1 – 1 | Matera |  |

## Statistiche

### Statistiche di squadra
| Competizione                    | Punti | Totale | Totale | Totale | Totale | Totale | Totale |
| Competizione                    | Punti | G      | V      | N      | P      | Gf     | Gs     |
| ------------------------------- | ----- | ------ | ------ | ------ | ------ | ------ | ------ |
| Serie C                         | 27    | 38     | 7      | 13     | 18     | 26     | 44     |
| Coppa Italia Semiprofessionisti | 3     | 4      | 0      | 3      | 1      | 2      | 3      |

### Statistiche dei giocatori
| Giocatore     | Campionato | Campionato |
| Giocatore     | Pres       | Gol        |
| ------------- | ---------- | ---------- |
| Angelino      | 15         | 0          |
| Antezza (III) | 7          | 1          |
| Antezza (I)   | 3          |            |
| Benini        | 3          | 1          |
| Bresolin      | 2          | 0          |
| Casiraghi     | 37         |            |
| Chisena       | 30         | 6          |
| De Canio      | 2          | 0          |
| Galati        | 33         | 2          |
| Gambini       | 36         | 1          |
| Germinario    | 29         | 2          |
| Mamilovich    | 38         | 0          |
| Mazzei        | 19         | 1          |
| Monaldi       | 21         | 2          |
| Quinto        | 2          | 0          |
| Raimondi      | 27         | 0          |
| Rota          | 33         | 1          |
| Stellone      | 34         | 8          |
| Toffanin      | 15         | 0          |
| Tramelli      | 31         | 0          |
| Vellani       | 33         | 0          |